# Pristimantis memorans
Pristimantis memorans é uma espécie de anfíbio da família Craugastoridae. Pode ser encontrada na Serra do Tapirapecó na Venezuela e no Brasil.